# 김민철 (레슬링 선수)
김민철(金珉哲, 1983년 4월 4일~)은 대한민국의 전직 레슬링 선수이다. 현역 시절 그레코로만형 레슬링 남자 웰터급 선수로 활동했으며 2008년 하계 올림픽에 참가했다.

## 경력
전라남도 고흥에서 태어났으며 광주체육중학교 재학 시절에 레슬링을 시작했다. 이후 광주체고를 거쳐 경남대학교에 진학했다.
경남대 재학 시절인 2005년 10월 헝가리 부다페스트에서 열린 2005년 세계 레슬링 선수권 대회에 참가했으며 -66kg급 종목에 출전했다. 김민철은 16강에서 아제르바이잔의 휘사매딘 래재보프에게 패했으나 패자부활전을 거쳐 동메달 결정전에서 조선민주주의인민공화국의 김금철을 꺾고 동메달을 획득했다. 이후 준우승자인 래재보프의 도핑이 적발되어 은메달을 박탈당하자 불가리아의 니콜라이 게르고프의 뒤를 이은 준우승자로서 은메달을 승계했다.
2006년 12월 카타르 도하에서 열린 2006년 아시안 게임에 참가했다. 그는 -66kg급 경기에서 우즈베키스탄의 랍샨 루지쿨로프를 꺾고 금메달을 획득했다.
2008년 베이징에서 열린 2008년 하계 올림픽에 대한민국 대표로 참가하여 남자 66kg급에 출전했다. 그는 첫 상대인 이란의 알리 모함마디에게 패하여 탈락했다.